# 리스토 얀코프
리스토 얀코프(마케도니아어: Ристо Јанков, 1998년 9월 5일 ~ )는 북마케도니아의 축구 선수로, 현재 브레갈니카 슈티프에서 골키퍼로 활약하고 있다.

## 구단 경력
얀코프는 2015년 라보트니치키의 1군으로 승격되었다. 2017년 8월, 그는 북마케도니아 2부 리그의 로코모티바 스코페로 임대되었다가 2018년 초 라보트니치키로 돌아왔다. 그는 2018년 2월 24일, 주전 골키퍼 다니엘 보지노프스키가 퇴장당한 후, 외야수 안드레이 라자로프와 교체되어 마케도니아 1차 축구 리그의 라보트니치키에서 첫 성인 경기를 치렀다. 경기는 라보트니치키의 2-1 승리로 끝났다.

## 국가대표팀 경력
2021년 2월, 얀코프는 페타르 밀로셰브스키 훈련 센터에서 북마케도니아 국가대표팀의 짧은 훈련 캠프에 선발되었다. 다음 달, 얀코프는 루마니아, 리히텐슈타인, 독일과의 2022년 FIFA 월드컵 예선 전에 참가할 선수단의 일원으로 국가대표팀에 처음으로 공식 소집되었다. 그는 리히텐슈타인과의 홈 경기에서 처음으로 벤치를 지켰고, 5-0으로 이겼다. 2021년 5월 20일, 얀코프는 이고리 안젤로프스키 감독에 의해 국가의 첫 번째 주요 국제 대회인 UEFA 유로 2020 본선 진출이 지연되는 국가대표팀에 소집되었다.